# 2006-os Formula–1 maláj nagydíj
A maláj nagydíj volt a 2006-os Formula–1 világbajnokság második versenye, amelyet 2006. március 19-én rendeztek meg a maláj Sepang International Circuiten, Sepangban.

## Szabadedzések

### Első szabadedzés
A maláj nagydíj első szabadedzését március 17-én, pénteken tartották, közép-európai idő szerint 04:00 és 05:00 óra között. Az első helyet Alexander Wurz szerezte meg, Robert Kubica és Anthony Davidson előtt.
| Helyezés | Név                  | Csapat/Motor        | Elért idő  | Különbség | Futott kör |
| -------- | -------------------- | ------------------- | ---------- | --------- | ---------- |
| 1        | Alexander Wurz       | Williams-Cosworth   | 1:34.946   | –         | 19         |
| 2        | Robert Kubica        | BMW Sauber          | 1:35.733   | + 0.787   | 22         |
| 3        | Anthony Davidson     | Honda               | 1:35.997   | + 1.051   | 25         |
| 4        | Juan Pablo Montoya   | McLaren-Mercedes    | 1:36.709   | + 1.763   | 4          |
| 5        | David Coulthard      | Red Bull-Ferrari    | 1:37.042   | + 2.096   | 7          |
| 6        | Michael Schumacher   | Ferrari             | 1:37.043   | + 2.097   | 4          |
| 7        | Felipe Massa         | Ferrari             | 1:37.557   | + 2.611   | 18         |
| 8        | Robert Doornbos      | Red Bull-Ferrari    | 1:37.604   | + 2.658   | 18         |
| 9        | Ralf Schumacher      | Toyota              | 1:37.826   | + 2.880   | 9          |
| 10       | Christian Klien      | Red Bull-Ferrari    | 1:38.448   | + 3.502   | 5          |
| 11       | Neel Jani            | Toro Rosso-Cosworth | 1:38.668   | + 3.722   | 21         |
| 12       | Jarno Trulli         | Toyota              | 1:38.837   | + 3.891   | 8          |
| 13       | Scott Speed          | Toro Rosso-Cosworth | 1:39.599   | + 4.653   | 14         |
| 14       | Tiago Monteiro       | MF1-Toyota          | 1:39.899   | + 4.953   | 8          |
| 15       | Giorgio Mondini      | MF1-Toyota          | 1:40.092   | + 5.146   | 22         |
| 16       | Vitantonio Liuzzi    | Toro Rosso-Cosworth | 1:40.123   | + 5.177   | 8          |
| 17       | Christijan Albers    | MF1-Toyota          | 1:40.608   | + 5.662   | 12         |
| 18       | Szató Takuma         | Super Aguri-Honda   | 1:41.072   | + 6.126   | 18         |
| 19       | Ide Judzsi           | Super Aguri-Honda   | 1:43.449   | + 8.503   | 19         |
| 20       | Kimi Räikkönen       | McLaren-Mercedes    | idő nélkül |           | 1          |
| 21       | Fernando Alonso      | Renault             | idő nélkül |           | 2          |
| 22       | Giancarlo Fisichella | Renault             | idő nélkül |           | 2          |
| 23       | Jacques Villeneuve   | BMW Sauber          | idő nélkül |           | 1          |
| 24       | Nick Heidfeld        | BMW Sauber          | idő nélkül |           | 1          |
| 25       | Mark Webber          | Williams-Cosworth   | idő nélkül |           |            |
| 26       | Nico Rosberg         | Williams-Cosworth   | idő nélkül |           |            |
| 27       | Rubens Barrichello   | Honda               | idő nélkül |           |            |
| 28       | Jenson Button        | Honda               | idő nélkül |           |            |

### Második szabadedzés
A maláj nagydíj második szabadedzését március 17-én, pénteken tartották, közép-európai idő szerint 07:00 és 08:30 óra között. Az első helyen Anthony Davidson végzett, Alexander Wurzot és Fernando Alonsót megelőzve.
| Helyezés | Név                  | Csapat/Motor        | Elért idő | Különbség | Futott kör |
| -------- | -------------------- | ------------------- | --------- | --------- | ---------- |
| 1        | Anthony Davidson     | Honda               | 1:35.041  | –         | 14         |
| 2        | Alexander Wurz       | Williams-Cosworth   | 1:35.388  | + 0.347   | 30         |
| 3        | Fernando Alonso      | Renault             | 1:35.806  | + 0.765   | 14         |
| 4        | Felipe Massa         | Ferrari             | 1:35.924  | + 0.883   | 22         |
| 5        | Kimi Räikkönen       | McLaren-Mercedes    | 1:36.132  | + 1.091   | 15         |
| 6        | Giancarlo Fisichella | Renault             | 1:36.182  | + 1.141   | 14         |
| 7        | Michael Schumacher   | Ferrari             | 1:36.617  | + 1.567   | 17         |
| 8        | Jenson Button        | Honda               | 1:36.661  | + 1.620   | 12         |
| 9        | Jacques Villeneuve   | BMW Sauber          | 1:37.045  | + 2.004   | 9          |
| 10       | Rubens Barrichello   | Honda               | 1:37.270  | + 2.229   | 13         |
| 11       | Jarno Trulli         | Toyota              | 1:37.317  | + 2.276   | 23         |
| 12       | Nick Heidfeld        | BMW Sauber          | 1:37.418  | + 2.377   | 7          |
| 13       | Robert Kubica        | BMW Sauber          | 1:37.457  | + 2.416   | 28         |
| 14       | Juan Pablo Montoya   | McLaren-Mercedes    | 1:37.463  | + 2.422   | 12         |
| 15       | Vitantonio Liuzzi    | Toro Rosso-Cosworth | 1:37.590  | + 2.549   | 22         |
| 16       | David Coulthard      | Red Bull-Ferrari    | 1:37.603  | + 2.562   | 8          |
| 17       | Ralf Schumacher      | Toyota              | 1:37.695  | + 2.654   | 20         |
| 18       | Neel Jani            | Toro Rosso-Cosworth | 1:37.831  | + 2.790   | 23         |
| 19       | Scott Speed          | Toro Rosso-Cosworth | 1:37.926  | + 2.885   | 21         |
| 20       | Mark Webber          | Williams-Cosworth   | 1:38.081  | + 3.040   | 5          |
| 21       | Nico Rosberg         | Williams-Cosworth   | 1:38.205  | + 3.164   | 6          |
| 22       | Giorgio Mondini      | MF1-Toyota          | 1:38.256  | + 3.215   | 20         |
| 23       | Christian Klien      | Red Bull-Ferrari    | 1:38.644  | + 3.603   | 10         |
| 24       | Christijan Albers    | MF1-Toyota          | 1:38.918  | + 3.877   | 20         |
| 25       | Robert Doornbos      | Red Bull-Ferrari    | 1:39.105  | + 4.064   | 28         |
| 26       | Tiago Monteiro       | MF1-Toyota          | 1:39.416  | + 4.375   | 20         |
| 27       | Szató Takuma         | Super Aguri-Honda   | 1:41.549  | + 6.503   | 22         |
| 28       | Ide Judzsi           | Super Aguri-Honda   | 1:43.164  | + 8.123   | 16         |

### Harmadik szabadedzés
A maláj nagydíj harmadik, szombati szabadedzését március 18-án, közép-európai idő szerint 04:00 és 05:00 óra között tartották, amelyet Michael Schumacher nyert meg, a második Fernando Alonso lett, míg Giancarlo Fisichella harmadikként végzett.
| Helyezés | Név                  | Csapat/Motor        | Elért idő | Különbség | Futott kör |
| -------- | -------------------- | ------------------- | --------- | --------- | ---------- |
| 1        | Michael Schumacher   | Ferrari             | 1:34.126  | –         | 16         |
| 2        | Fernando Alonso      | Renault             | 1:34.180  | + 0.054   | 13         |
| 3        | Giancarlo Fisichella | Renault             | 1:34.585  | + 0.459   | 13         |
| 4        | Jenson Button        | Honda               | 1:34.616  | + 0.490   | 20         |
| 5        | Christian Klien      | Red Bull-Ferrari    | 1:34.815  | + 0.689   | 12         |
| 6        | Kimi Räikkönen       | McLaren-Mercedes    | 1:34.854  | + 0.728   | 10         |
| 7        | Ralf Schumacher      | Toyota              | 1:35.040  | + 0.914   | 7          |
| 8        | Nico Rosberg         | Williams-Cosworth   | 1:35.242  | + 1.116   | 14         |
| 9        | David Coulthard      | Red Bull-Ferrari    | 1:35.639  | + 1.513   | 14         |
| 10       | Jarno Trulli         | Toyota              | 1:35.690  | + 1.564   | 19         |
| 11       | Mark Webber          | Williams-Cosworth   | 1:35.700  | + 1.574   | 11         |
| 12       | Jacques Villeneuve   | BMW Sauber          | 1:36.144  | + 2.018   | 9          |
| 13       | Nick Heidfeld        | BMW Sauber          | 1:36.505  | + 2.379   | 13         |
| 14       | Vitantonio Liuzzi    | Toro Rosso-Cosworth | 1:36.549  | + 2.423   | 15         |
| 15       | Rubens Barrichello   | Honda               | 1:36.655  | + 2.529   | 13         |
| 16       | Juan Pablo Montoya   | McLaren-Mercedes    | 1:37.053  | + 2.927   | 8          |
| 17       | Felipe Massa         | Ferrari             | 1:37.148  | + 3.022   | 21         |
| 18       | Christijan Albers    | MF1-Toyota          | 1:37.232  | + 3.106   | 18         |
| 19       | Scott Speed          | Toro Rosso-Cosworth | 1:37.437  | + 3.311   | 19         |
| 20       | Tiago Monteiro       | MF1-Toyota          | 1:37.900  | + 3.774   | 17         |
| 21       | Szató Takuma         | Super Aguri-Honda   | 1:38.821  | + 4.695   | 15         |
| 22       | Ide Judzsi           | Super Aguri-Honda   | 1:40.542  | + 6.416   | 18         |

## Időmérő edzés
| Helyezés | Versenyző            | Csapat/Motor        | 1. rész  | 2. rész    | 3. rész    |
| -------- | -------------------- | ------------------- | -------- | ---------- | ---------- |
| 1        | Giancarlo Fisichella | Renault             | 1:35.488 | 1:33.623   | 1:33.840   |
| 2        | Jenson Button        | Honda               | 1:35.023 | 1:33.527   | 1:33.986   |
| 3        | Nico Rosberg         | Williams-Cosworth   | 1:35.105 | 1:34.563   | 1:34.626   |
| 4        | Michael Schumacher * | Ferrari             | 1:35.810 | 1:34.574   | 1:34.668   |
| 5        | Mark Webber          | Williams-Cosworth   | 1:35.252 | 1:34.279   | 1:34.672   |
| 6        | Juan Pablo Montoya   | McLaren-Mercedes    | 1:34.536 | 1:34.568   | 1:34.916   |
| 7        | Kimi Räikkönen       | McLaren-Mercedes    | 1:34.667 | 1:34.351   | 1:34.983   |
| 8        | Fernando Alonso      | Renault             | 1:35.514 | 1:33.997   | 1:35.747   |
| 9        | Christian Klien      | Red Bull-Ferrari    | 1:35.171 | 1:34.537   | 1:38.715   |
| 10       | Ralf Schumacher ‡    | Toyota              | 1:35.214 | 1:34.586   | idő nélkül |
| 11       | David Coulthard *    | Red Bull-Ferrari    | 1:34.839 | 1:34.614   |            |
| 12       | Rubens Barrichello * | Honda               | 1:35.526 | 1:34.683   |            |
| 13       | Jarno Trulli         | Toyota              | 1:35.517 | 1:34.702   |            |
| 14       | Jacques Villeneuve   | BMW Sauber          | 1:35.391 | 1:34.752   |            |
| 15       | Nick Heidfeld        | BMW Sauber          | 1:35.588 | 1:34.783   |            |
| 16       | Felipe Massa †       | Ferrari             | 1:35.091 | idő nélkül |            |
| 17       | Scott Speed          | Toro Rosso-Cosworth | 1:36.297 |            |            |
| 18       | Vitantonio Liuzzi    | Toro Rosso-Cosworth | 1:36.581 |            |            |
| 19       | Christijan Albers    | MF1-Toyota          | 1:37.426 |            |            |
| 20       | Tiago Monteiro       | MF1-Toyota          | 1:37.819 |            |            |
| 21       | Szató Takuma         | Super Aguri-Honda   | 1:39.011 |            |            |
| 22       | Ide Judzsi           | Super Aguri-Honda   | 1:40.720 |            |            |

* Michael Schumacher, David Coulthard és Rubens Barrichello tízhelyes rajtbüntetést kapott motorcsere miatt.
† Felipe Massa húszhelyes rajtbüntetést kapott kétszeri motorcsere miatt.
‡ Ralf Schumacher a mezőny végéről indult az időmérő után végrehajtott motorcsere miatt.

## Futam

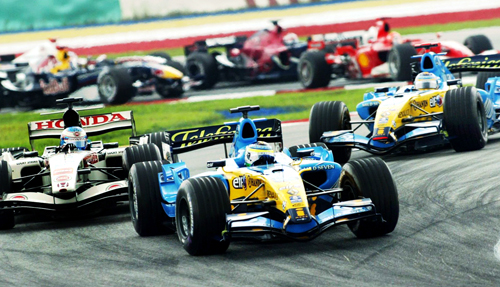
Fisichella a mezőny élén a rajt utáni első kanyarban

Fisichella jól rajtolt, aki mögött Jenson Button megtartotta pozícióját. Ezalatt a Williams csapat két versenyzője, az egymás mellől induló Nico Rosberg és Mark Webber éles csatát vívott egymással, melynek következtében Alonsónak az első kanyarban sikerült felzárkóznia a harmadik helyre. Az első kör közepén Klien hátulról nekiütközött Räikkönennek, akinek hátsó felfüggesztése eltörött, és a verseny feladására kényszerült. Az osztrák bal első futóműve is megsérült, amit a Red Bull szerelői hét körön keresztül javítottak, majd visszaengették pilótájukat a pályára, de huszonhat kör után hidraulikus problémák miatt kiállt a mezőnyből. Az első kör végén, a célegyenes előtti kanyarban Rosberg megelőzte Heidfeldet, mivel az elfékezte magát. A Williams versenyzője egyre jobban megközelítette Montoyát, de a hetedik körben a motorja elfüstölt. A következő néhány körben Michael Schumacher előbb Villeneuve-öt, majd Trullit előzte meg, és ezt követően fokozatosan tört előre. Webber ez alatt folyamatosan támadta a harmadik helyét védő Alonsót, de az ausztrál pilóta autója a tizenhatodik körben Rosbergéhez hasonlóan megadta magát.
Az első sorozatos boxkiállások a tizenhetedik körben vették kezdetüket Fisichellával, akit nem sokkal később Button követett tankolásra és kerékcserére. Montoya és Michael Schumacher a huszonnegyedik, míg az eközben a versenyt vezető Fernando Alonso a huszonhatodik körben látogatta meg a boxutcát. Az első kiállások után Fisichella ismét átvette a vezetést, aki mögött Button, Alonso, Montoya, Heidfeld és Michael Schumacher haladt. A harmincnyolcadik körben Fisichella ismét a boxba hajtott tankolni Buttonnal együtt, majd öt körrel később Alonso is követte őket. Ezután a spanyolnak sikerült visszajönnie Button elé, és így átvette tőle a második helyet.
A negyvenötödik körben Michael Schumacher ismét kiállt tankolni és gumit cserélni, de csak csapattársa, a brazil Felipe Massa mögé tudott visszaérkezni, akinek egykiállásos stratégiával az utolsó előtti pozícióból sikerült felküzdenie magát az ötödik helyre, miután az előtte autózó Heidfeld motorja nyolc körrel a futam vége előtt elfüstölt. Alonso ekkor futotta meg a verseny leggyorsabb körét, 1:34.803-as idővel. Giancarlo Fisichella pályafutása harmadik győzelmét szerezte meg, mögötte csapattársa, Fernando Alonso végzett, majd Jenson Button, Juan Pablo Montoya, Felipe Massa, Michael Schumacher, Jacques Villeneuve és Ralf Schumacher ért célba.
| Helyezés | Rajtszám | Versenyző            | Csapat/Motor        | Futott kör | Idő/Kiesés oka | Rajthely | Pont |
| -------- | -------- | -------------------- | ------------------- | ---------- | -------------- | -------- | ---- |
| 1        | 2        | Giancarlo Fisichella | Renault             | 56         | 1:30:40.529    | 1        | 10   |
| 2        | 1        | Fernando Alonso      | Renault             | 56         | + 4.585        | 7        | 8    |
| 3        | 12       | Jenson Button        | Honda               | 56         | + 9.631        | 2        | 6    |
| 4        | 4        | Juan Pablo Montoya   | McLaren-Mercedes    | 56         | + 39.351       | 5        | 5    |
| 5        | 6        | Felipe Massa         | Ferrari             | 56         | + 43.254       | 21       | 4    |
| 6        | 5        | Michael Schumacher   | Ferrari             | 56         | + 43.854       | 14       | 3    |
| 7        | 17       | Jacques Villeneuve   | BMW Sauber          | 56         | + 1:20.461     | 10       | 2    |
| 8        | 7        | Ralf Schumacher      | Toyota              | 56         | + 1:21.288     | 22       | 1    |
| 9        | 8        | Jarno Trulli         | Toyota              | 55         | + 1 kör        | 9        |      |
| 10       | 11       | Rubens Barrichello   | Honda               | 55         | + 1 kör        | 20       |      |
| 11       | 20       | Vitantonio Liuzzi    | Toro Rosso-Cosworth | 54         | + 2 kör        | 13       |      |
| 12       | 19       | Christijan Albers    | MF1-Toyota          | 54         | + 2 kör        | 15       |      |
| 13       | 18       | Tiago Monteiro       | MF1-Toyota          | 54         | + 2 kör        | 16       |      |
| 14       | 22       | Szató Takuma         | Super Aguri-Honda   | 53         | + 3 kör        | 17       |      |
| Kiesett  | 16       | Nick Heidfeld        | BMW Sauber          | 48         | Motorhiba      | 11       |      |
| Kiesett  | 21       | Scott Speed          | Toro Rosso-Cosworth | 41         | Kuplung        | 12       |      |
| Kiesett  | 23       | Ide Judzsi           | Super Aguri-Honda   | 33         | Mechanika      | 18       |      |
| Kiesett  | 15       | Christian Klien      | Red Bull-Ferrari    | 26         | Hidraulika     | 8        |      |
| Kiesett  | 9        | Mark Webber          | Williams-Cosworth   | 15         | Hidraulika     | 4        |      |
| Kiesett  | 14       | David Coulthard      | Red Bull-Ferrari    | 10         | Hidraulika     | 19       |      |
| Kiesett  | 10       | Nico Rosberg         | Williams-Cosworth   | 6          | Motorhiba      | 3        |      |
| Kiesett  | 3        | Kimi Räikkönen       | McLaren-Mercedes    | 0          | Baleset        | 6        |      |

## A világbajnokság élmezőnyének állása a verseny után
| H | Versenyzők           | Pont | H | Konstruktőrök     | Pont |
| - | -------------------- | ---- | - | ----------------- | ---- |
| 1 | Fernando Alonso      | 18   | 1 | Renault           | 28   |
| 2 | Michael Schumacher   | 11   | 2 | McLaren-Mercedes  | 15   |
| 3 | Jenson Button        | 11   | 3 | Ferrari           | 15   |
| 4 | Giancarlo Fisichella | 10   | 4 | Honda             | 11   |
| 5 | Juan Pablo Montoya   | 9    | 5 | Williams-Cosworth | 5    |

## Statisztikák
A versenyben vezettek:
- Giancarlo Fisichella 43 kör (1–17., 26–37., 43–56.),
- Jenson Button 1 kör (18.)
- Fernando Alonso 12 kör (19–25., 38–42.).

Giancarlo Fisichella 3. győzelme, 3. pole-pozíciója, Fernando Alonso 4. leggyorsabb köre.
- Renault 27. győzelme.
- Ez volt a Renault első kettős győzelme az 1982-es francia nagydíj óta.
- Nick Heidfeld 100. versenye.